# Polnische Sommermeisterschaften im Skispringen 2008
Die Polnischen Sommermeisterschaften im Skispringen 2008 fanden vom 26. bis zum 28. September 2008 in Wisła statt.  Im Rahmen der Meisterschaften wurde die umgebaute Schanze Malinka unter dem neuen Namen Adam-Małysz-Sprungschanze eingeweiht. Sowohl der Einzelwettkampf als auch das Teamspringen wurden von dieser Großschanze ausgetragen. Die Meisterschaften wurden vom polnischen Skiverband (PZN) organisiert. Technischer Delegierter war Ryszard Guńka, wohingegen Jerzy Poloczek der Wettkampfleiter war.

## Ergebnisse

### Einzel Großschanze

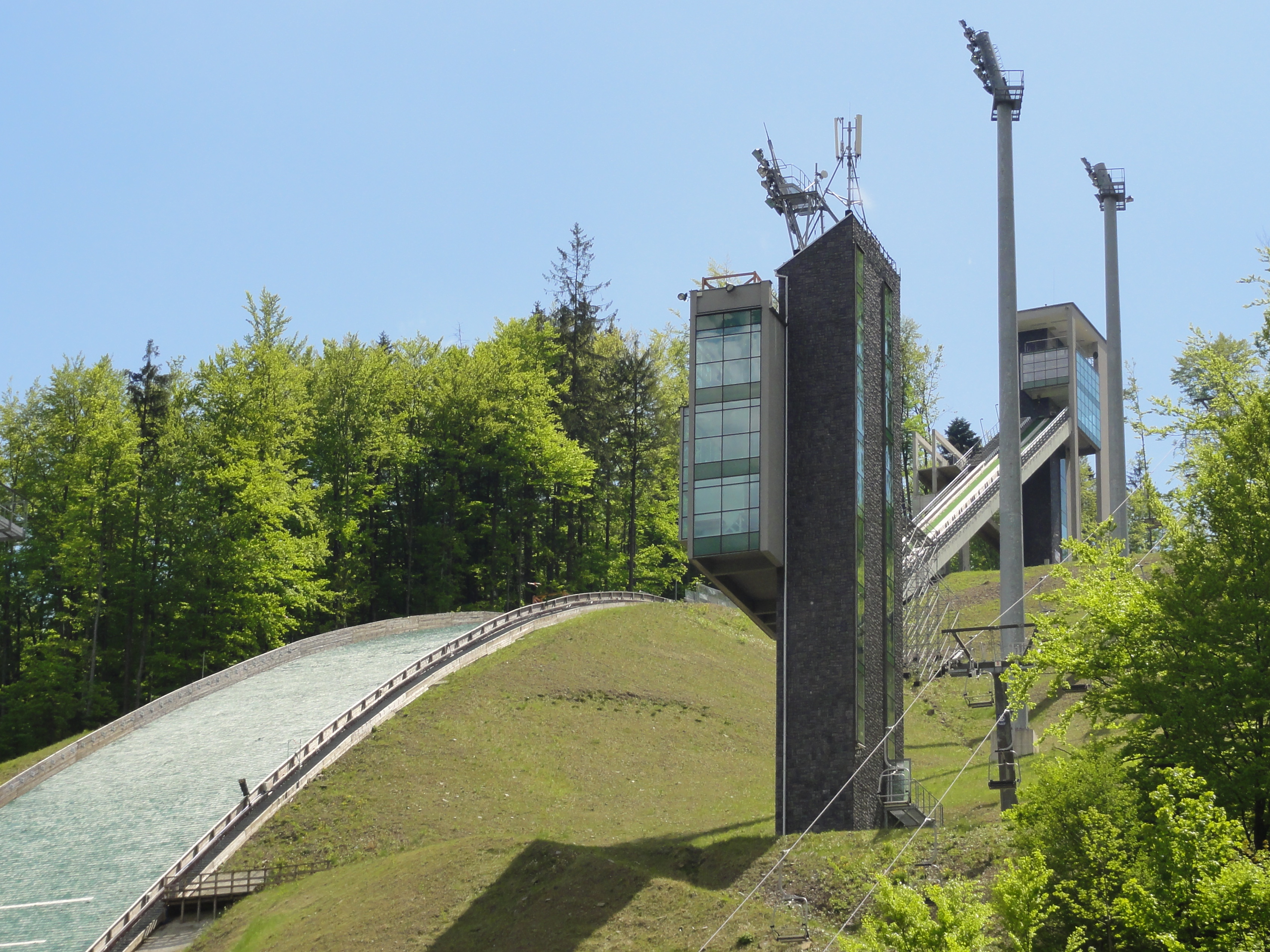
Austragungsort: Malinka

Der Einzelwettbewerb von der Großschanze fand am 27. September 2008 auf der Adam-Małysz-Sprungschanze (K 120 / HS 134) in Wisła statt. Nachdem 20 Athleten nach dem Qualifikationsspringen ausgeschieden sind, nahmen 50 Sportler am Meisterschaftswettkampf teil. Den weitesten Sprung zeigte der spätere Meister Adam Małysz mit 132,5 Metern.
| Platz | Name                          | Verein                 | Weite 1 | Weite 2 | Punkte |
| ----- | ----------------------------- | ---------------------- | ------- | ------- | ------ |
| 01.   | Adam Małysz                   | KS Wisła Ustronianka   | 132,0   | 132,5   | 278,6  |
| 02.   | Łukasz Rutkowski              | TS Wisła Zakopane      | 127,5   | 128,5   | 261,8  |
| 03.   | Marcin Bachleda               | TS Wisła Zakopane      | 124,5   | 122,5   | 244,1  |
| 04.   | Klemens Murańka               | TS Wisła Zakopane      | 123,5   | 122,5   | 242,3  |
| 05.   | Maciej Kot                    | Start Krokiew Zakopane | 118,5   | 125,0   | 235,8  |
| 06.   | Stefan Hula                   | AZS Zakopane           | 120,5   | 119,5   | 230,5  |
| 07.   | Wojciech Skupień              | TS Wisła Zakopane      | 120,5   | 119,5   | 228,0  |
| 08.   | Jakub Kot                     | Start Krokiew Zakopane | 118,5   | 117,5   | 220,3  |
| 09.   | Kamil Kowal                   | Start Krokiew Zakopane | 118,5   | 117,0   | 219,4  |
| 10.   | Andrzej Zapotoczny            | Start Krokiew Zakopane | 115,5   | 118,0   | 214,8  |
| 11.   | Wojciech Gąsienica-Kotelnicki | Start Krokiew Zakopane | 115,5   | 116,5   | 210,6  |
| 12.   | Tomasz Pochwała               | TS Wisła Zakopane      | 112,0   | 111,0   | 194,4  |
| 13.   | Krzysztof Miętus              | Start Krokiew Zakopane | 111,0   | 110,0   | 190,8  |
| 14.   | Krystian Długopolski          | TS Wisła Zakopane      | 111,0   | 110,0   | 188,8  |
| 15.   | Dawid Kowal                   | Start Krokiew Zakopane | 110,0   | 108,0   | 185,4  |

### Team Großschanze
Das Teamspringen wurde am 28. September 2008 von der Malinka in Wisła durchgeführt. Es nahmen 13 Teams aus sechs polnischen Vereinen sowie TJ Frenstat aus Tschechien am Wettbewerb teil. Die größte Weite sprang Marcin Bachleda mit 133,5 Metern.
| Platz | Verein                    | Name                                                              | Weite 1                 | Weite 2                 | Punkte |
| ----- | ------------------------- | ----------------------------------------------------------------- | ----------------------- | ----------------------- | ------ |
| 01.   | TS Wisła Zakopane I       | Wojciech Skupień Klemens Murańka Marcin Bachleda Łukasz Rutkowski | 123,0 126,5 133,5 124,5 | 123,5 116,0 119,5 124,5 | 977,3  |
| 02.   | KS Wisła Ustronianka I    | Paweł Słowiok Rafał Śliż Piotr Żyła Adam Malysz                   | 111,5 114,5 129,5 126,5 | 111,0 126,5 120,0 119,0 | 911,8  |
| 03.   | Start Krokiew Zakopane I  | Jakub Kot Wojciech Gąsienica-Kotelnicki Kamil Kowal Maciej Kot    | 128,5 111,0 124,0 118,5 | 121,5 118,5 109,0 121,0 | 899,1  |
| 04.   | TS Wisła Zakopane II      | Kamil Skrobot Krystian Długopolski Dawid Kubacki Tomasz Pochwała  | 109,5 113,5 130,0 104,0 | 103,0 110,5 119,5 110,5 | 790,4  |
| 05.   | Start Krokiew Zakopane II | Dawid Kowal Krzysztof Miętus Grzegorz Miętus Andrzej Zapotoczny   | 101,5 114,5 121,0 111,0 | 118,5 111,5 116,5 105,0 | 789,1  |
| 06.   | KS Wisła Ustronianka II   | Adam Cieślar Artur Broda Mateusz Cieślar Artur Kukuła             | 102,0 097,5 124,0 100,5 | 092,5 087,0 105,5 109,5 | 618,8  |
| 07.   | AZS AWF Katowice          | Tomisław Tajner Wojciech Cieślar Jan Ciapała Mateusz Wantulok     | 109,5 106,5 103,0 099,5 | 114,5 093,5 078,5 103,0 | 600,4  |
| 08.   | AZS Zakopane              | Jakub Przybyła Jan Ziobro Sebastian Toczek Stefan Hula            | 083,5 099,5 115,5 114,5 | 080,0 092,5 103,0 114,0 | 586,0  |